# Pandau Hulu I
Pandau Hulu I is een bestuurslaag in het regentschap Medan van de provincie Noord-Sumatra, Indonesië. Pandau Hulu I telt 4799 inwoners (volkstelling 2010).